# Ludwigswinkel
Ludwigswinkel ist eine Ortsgemeinde im Landkreis Südwestpfalz in Rheinland-Pfalz. Sie gehört der Verbandsgemeinde Dahner Felsenland an, die ihren Verwaltungssitz in der Stadt Dahn hat. Ludwigswinkel ist eine der jüngeren Ortschaften in der Südwestpfalz und grenzt an Frankreich.

## Geographie

### Lage

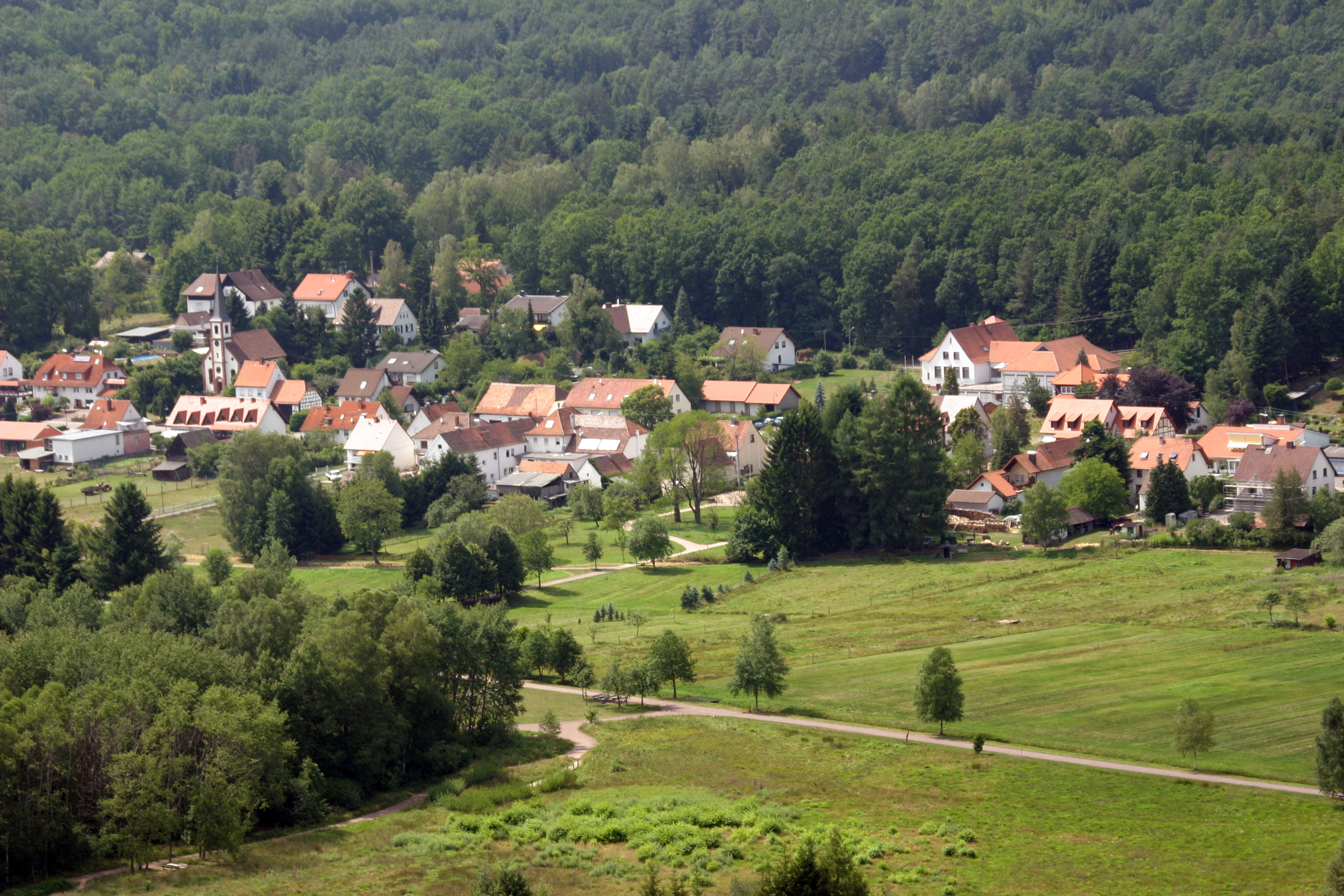
Ludwigswinkel aus der Vogelperspektive

Ludwigswinkel liegt im Wasgau, wie der Südteil des Pfälzerwalds auch genannt wird, direkt an der Grenze zu Frankreich. Der größte Teil der Gemarkung gehört zum Dahner Felsenland, lediglich der Westen ist Bestandteil des Südwestlichen Pfälzerwalds, alternativ Bitscher Waldniederung genannt. 86,7 Prozent der Gemarkungsfläche sind bewaldet. Nordöstlich befindet sich Fischbach bei Dahn, im Osten Petersbächel und im Südwesten innerhalb von Lothringen Sturzelbronn. Die nächste größere Stadt ist Pirmasens im Nordwesten. Im Norden des Dorfs befindet sich etwas abgeschieden der Ortsteil Schöntal, der andere Teil des Dorfes besitzt keinen Zweitnamen. Zu Ludwigswinkel gehören zudem die Wohnplätze Reißlerhof und Sägemühle Saarbacherhammer. Vor Ort prägen Woogtäler das Landschaftsbild. Nachbargemeinden sind – im Uhrzeigersinn – Lemberg, Fischbach bei Dahn, Obersteinbach, Sturzelbronn und Eppenbrunn.

### Erhebungen

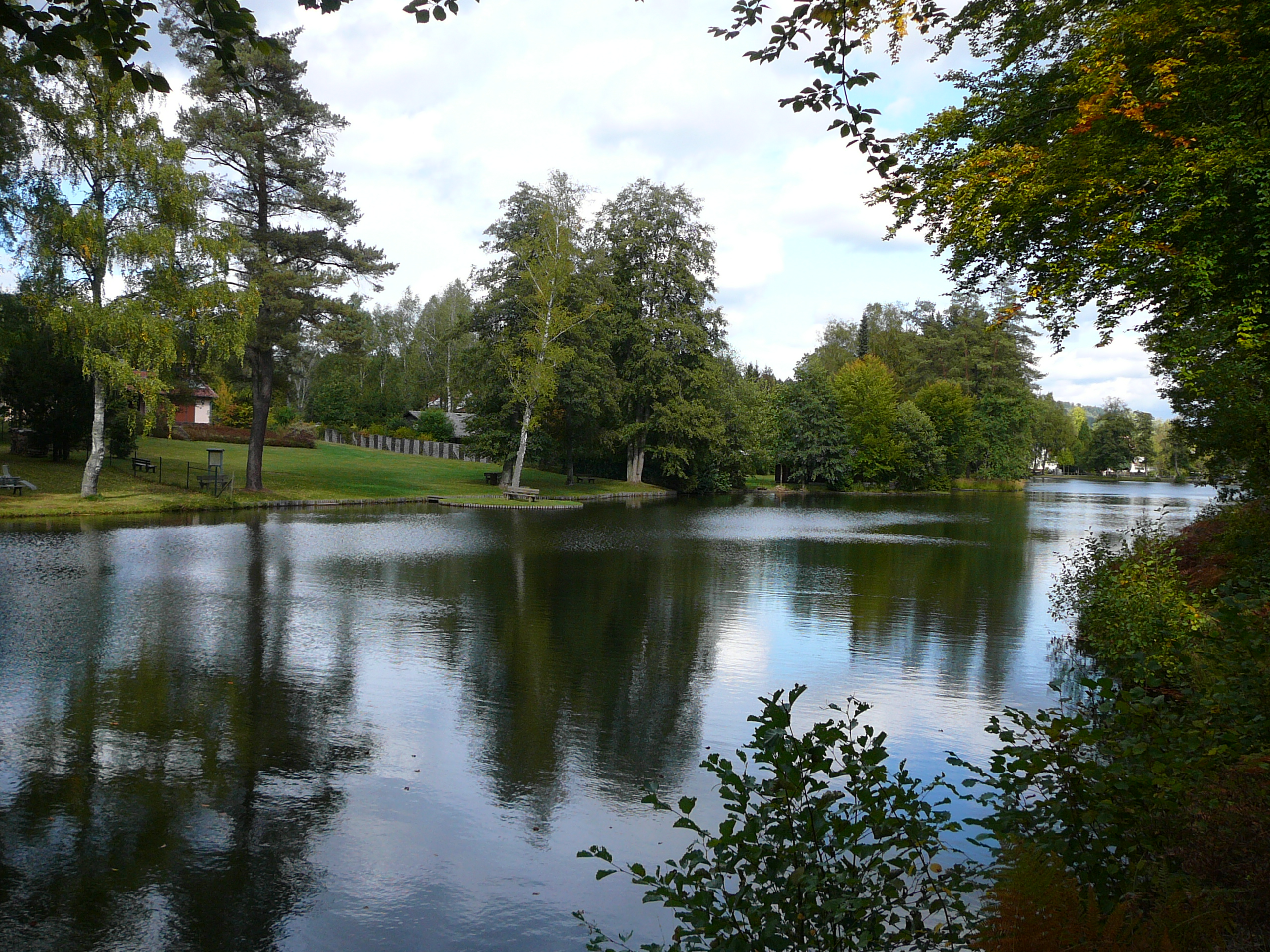
Sägmühlweiher am Südrand

Im Nordwesten der Gemarkung erheben sich der Große Biesenberg (440,4 m ü. NHN), der Kleine Biesenberg (451 m ü. NHN), das Goldgrübel (435 m ü. NHN) und die Horbachkanzel. Unmittelbar südlich des Siedlungsgebiets der Schwarzbuckel (262 m ü. NHN) und südwestlich von diesem die Huckenbühl sowie der Blaufels. An der Grenze zu Frankreich befinden sich der Adelsberg (399,1 m ü. NHN) und der Rösselsberg (382 m ü. NHN).

### Gewässer
Rund um das Dorf existieren mehrere Gewässer. Nördlich des Siedlungsgebiets verläuft die Sauer, die auf dem Gebiet der Gemeinde mehrere Zuflüsse aufnimmt. Von rechts auf Höhe des Schöntalweihers mündet der Bach vom Reißlerhof. Weiter östlich kommt von links der Große Horbach und von rechts der Rösselsbach. Unweit der Gemarkungsgrenze zu Fischbach mündet von links der Dielbach. Der Steinige Bach im Westen bildet die Grenze zu Eppenbrunn. Am nordöstlichen Siedlungsrand befindet sich zudem der Klößweiher und am südlichen Rand der Sägmühlweiher. Weiter östlich liegen der Saarbacherhammer sowie der Mühlweiher.

## Geschichte
Der Ort wurde 1783 von Landgraf Ludwig IX. von Hessen-Darmstadt zur Erholung von Soldaten gegründet. Ludwigswinkel gehörte zum Amt Lemberg und lag dort in der Amtsschultheißerei Obersteinbach. Im Zuge der Französischen Revolution, die 1792 die in der Folge Hackmesserseite genannte Region und damit auch Ludwigswinkel erreichte, fielen alle linksrheinischen Gebiete – und mit ihnen das Amt Lemberg samt Ludwigswinkel – 1794 an Frankreich  (bis 1804) und waren anschließend Teil des Napoleonischen Kaiserreichs. Zunächst unterstand der Ort dem Kanton Breidenbach, ab 1801 war Ludwigswinkel in den Kanton Bitche eingegliedert.
1814 wechselte der Ort in den Kanton Pirmasens. 1815 wurde der Ort Österreich zugeschlagen. Bereits ein Jahr später wechselte die Gemeinde in das Königreich Bayern und war dort Bestandteil des Rheinkreises. 1817 wurde die Gemeinde in den Kanton Dahn umgegliedert. Ab 1818 war der Ort Bestandteil des Landkommissariat Pirmasens, das 1862 in ein Bezirksamt umgewandelt wurde.
Von 1921 bis 1930 bestand hier das französische Militärlager Camp de Ludwigswinkel. Das von 1930 bis 1934 bestehende Graue Corps wurde in Ludwigswinkel gegründet.
1939 wurde Ludwigswinkel in den Landkreis Pirmasens (ab 1997 Landkreis Südwestpfalz) eingegliedert. Da der Ort sich in der Roten Zone befand, wurden die Bewohner mit Beginn des Zweiten Weltkriegs vorübergehend evakuiert. Nach dem Krieg wurde die Gemeinde innerhalb der französischen Besatzungszone Teil des damals neu gebildeten Landes Rheinland-Pfalz. Im Zuge der ersten rheinland-pfälzischen Verwaltungsreform wurde die Gemeinde 1972 der neu geschaffenen Verbandsgemeinde Dahner Felsenland zugeordnet.
In der Zeit des Kalten Krieges richteten die USA bei Ludwigswinkel das Fischbach Ordnance Depot ein. Die Überreste können heute von Ludwigswinkel aus zu Fuß frei besichtigt und begangen werden.
Das Dorf wurde 2008 Landessieger im Wettbewerb Unser Dorf hat Zukunft. Es wurde unter anderem für vorbildliche ökologische Leistungen ausgezeichnet.

## Bevölkerung

### Einwohnerstatistik
1802 hatte die Gemeinde insgesamt 295 Einwohner.

### Konfessionsstatistik

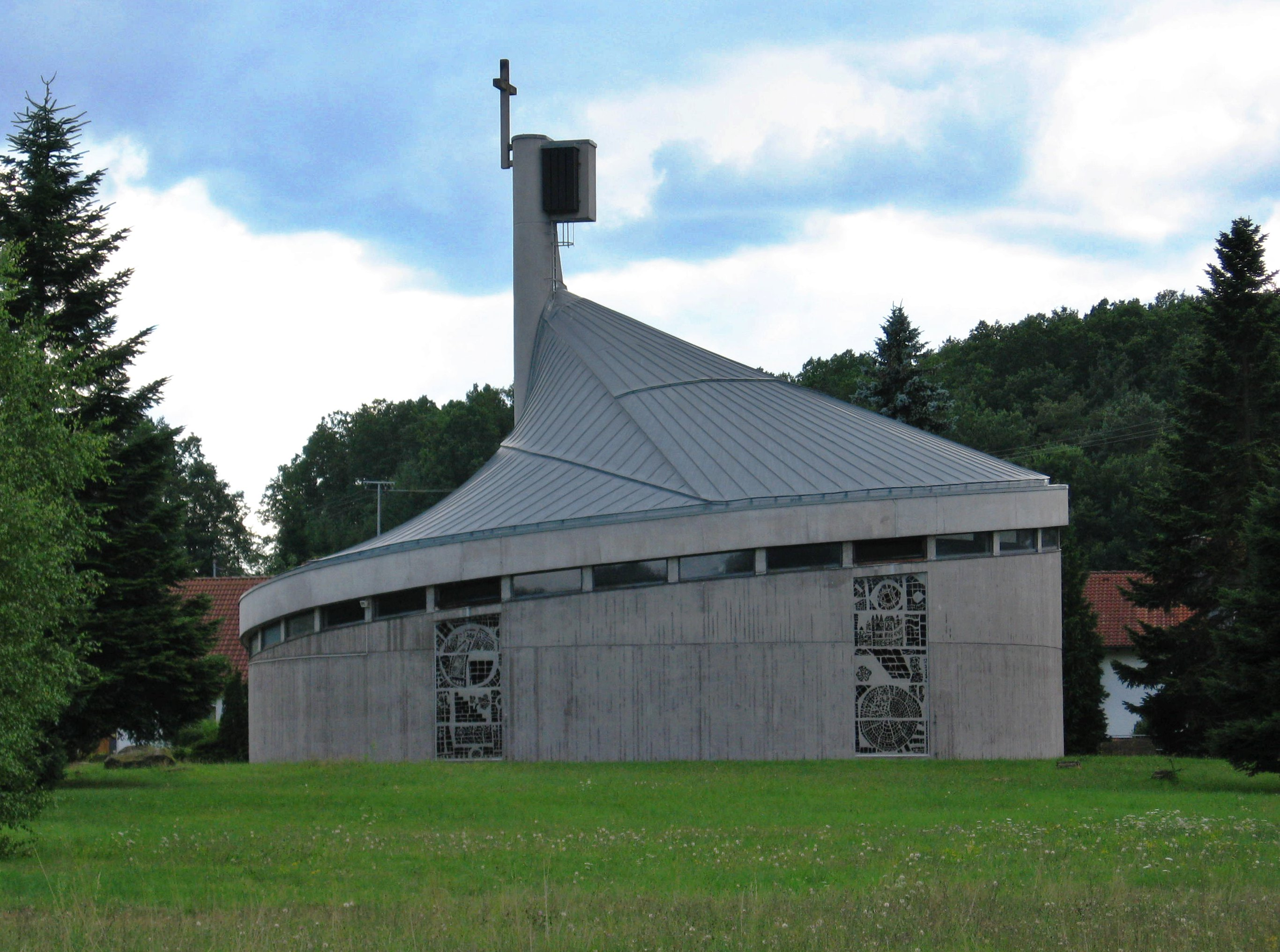
Katholische Kirche in Ludwigswinkel

2012 waren 44,9 % der Einwohner evangelisch und 36,2 % römisch-katholisch. Die übrige 18,9 % gehörten einer anderen Glaubensgemeinschaft an oder waren konfessionslos. Der Anteil der Protestanten und Katholiken an der Gesamtbevölkerung ist seitdem weiter gesunken. Mit Stand Februar 2025 waren von den Einwohnern 37,4 % evangelisch, 26,8 % katholisch und 35,8 % waren konfessionslos oder gehörten einer anderen Glaubensgemeinschaft an.

## Politik

### Gemeinderat
Der Gemeinderat in Ludwigswinkel besteht aus zwölf Ratsmitgliedern, die bei der Kommunalwahl am 9. Juni 2024 in einer Mehrheitswahl gewählt wurden, und dem ehrenamtlichen Ortsbürgermeister als Vorsitzendem.

### Bürgermeister
Ruven Fritzinger wurde am 5. Juli 2024 Ortsbürgermeister von Ludwigswinkel. Bei der Direktwahl am 9. Juni 2024 hatte er sich mit einem Stimmenanteil von 78,9 % gegen einen Mitbewerber durchgesetzt.
Fritzingers Vorgänger Sebald Liesenfeld hatte das Amt seit 2014 ausgeübt und bei der Wahl 2024 nicht erneut kandidiert. Vor Liesenfeld waren Gerhard Ecker und Gerhard Andreas Ortsbürgermeister von Ludwigswinkel.

### Wappen
| Wappen von Ludwigswinkel | Blasonierung: „In Blau rechts ein goldener Winkel, darin ein roter Großbuchstabe L, links ein siebenfach von Silber und Rot geteilter Löwe.“             |
| Wappen von Ludwigswinkel | Wappenbegründung: Es wurde 1968 von der Bezirksregierung Neustadt genehmigt und verweist mit dem hessischen Löwen auf die Gründungsgeschichte des Ortes. |

## Kultur und Sehenswürdigkeiten

### Kulturdenkmäler

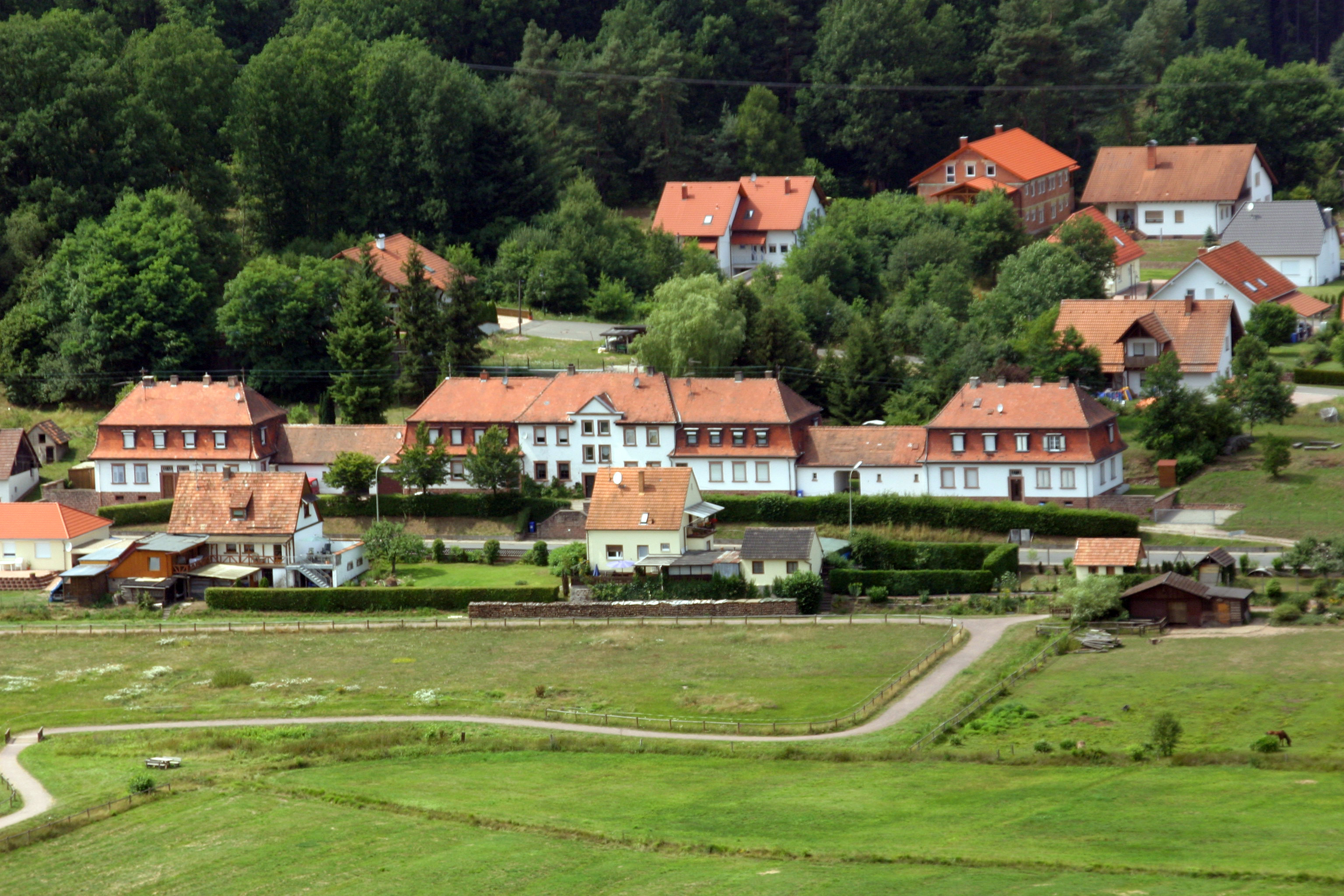
Denkmalzone Landgrafenstraße

Der Zollhof und die Landgrafenstraße sind als Denkmalzonen ausgewiesen. Hinzu kommen fünf Einzelobjekte, die unter Denkmalschutz stehen, darunter der Reißlerhof.

### Natur
Die Ortsgemeinde liegt im Naturpark Pfälzerwald, der wiederum zum von der UNESCO geschützten Biosphärenreservat Pfälzerwald-Vosges du Nord gehört. Der Rohrweiher, der Adelsberg und das teilweise auf Gemarkung von Ludwigswinkel befindliche Massiv der Mümmelsköpfe bilden jeweils Kernzonen des Naturparks. Vor Ort existieren insgesamt vier Naturdenkmale. Naturschutzgebiete auf der Gemeindegemarkung sind der Klößweiher, Rohrweiher-Rösselsweiher, Am Saarbacher Mühlweiher und das teilweise bereits zu Fischbach gehörende Faunertal.

### Rittersteine

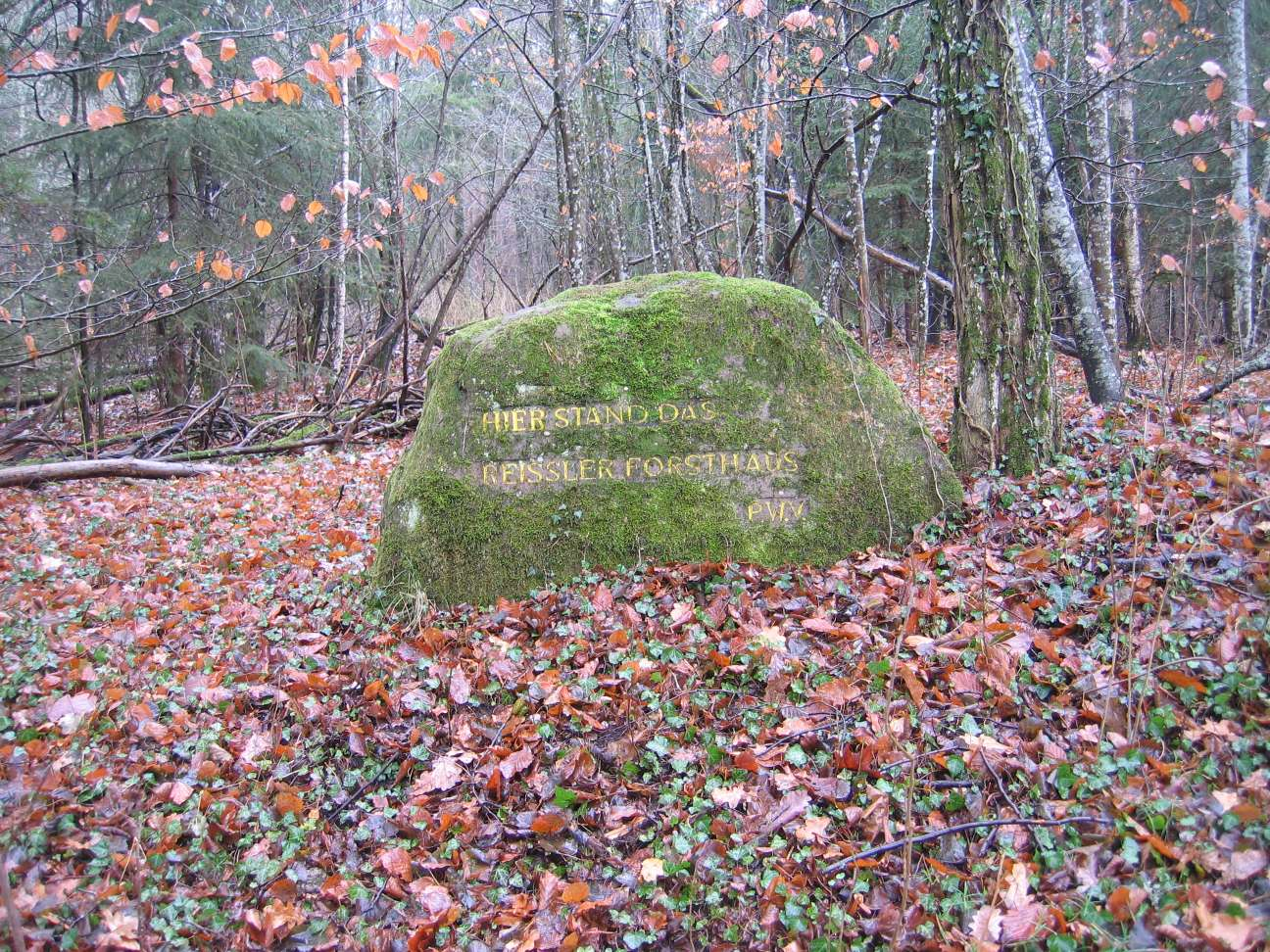
Ritterstein 197 am Standplatz des Reißler-Forsthauses

Auf der Gemeindegemarkung befinden sich insgesamt vier Rittersteine. Der Ritterstein mit der Nummer 192 trägt die Bezeichnung Ruine Roesselsbrunner Hof und verweist auf einen untergegangenen Hof. 197 Hier stand das Reissler-Forsthaus markiert die Stelle eines Forsthauses, das im Zweiten Weltkrieg zerstört wurde. 198 Saarbach-Ursprung befindet sich an der Quelle der Sauer. 201 Ruine Faunerhof markiert einen 1869 abgerissenen Hof, der seit dem zwölften Jahrhundert existiert hatte.

### Vereine
Neben einigen anderen Vereinen existiert eine Ortsgruppe des Pfälzerwald-Vereins, die bis 2016 das bereits auf Gemarkung von Eppenbrunn befindliche Wanderheim Hohe List betrieb. Die Verwaltung befindet sich nunmehr in Hochstellerhof.

## Wirtschaft und Infrastruktur

### Wirtschaft
Jahrhundertelang war im Gemeindegebiet aufgrund der geographischen Gegebenheiten die Forstwirtschaft dominant; beispielsweise fungierte der Reißlerhof einst als Forsthaus. Nach dem Ersten Weltkrieg waren als Reparationsleistung bis 1930 im heutigen Ortsteil Schöntal ein Regiment Infanterie und eine Abteilung Artillerie der Französischen Streitkräfte stationiert, da der nahe Truppenübungsplatz Bitsch allein nicht deren Anforderungen entsprochen hatte.
Ludwigswinkel ist seit 2002 staatlich anerkannter Luftkurort. Das Dorf besitzt weder Agrarflächen noch einen Gewerbepark und ist außer ein paar kleinen handwerklichen Betrieben auf Tourismus und Gastronomie angewiesen. Bis zum Jahr 1992 befand sich vor Ort ein Soldatensender des American Forces Network. In Ludwigswinkel ist außerdem die Daniel-Theysohn-Stiftung ansässig.

### Verkehr

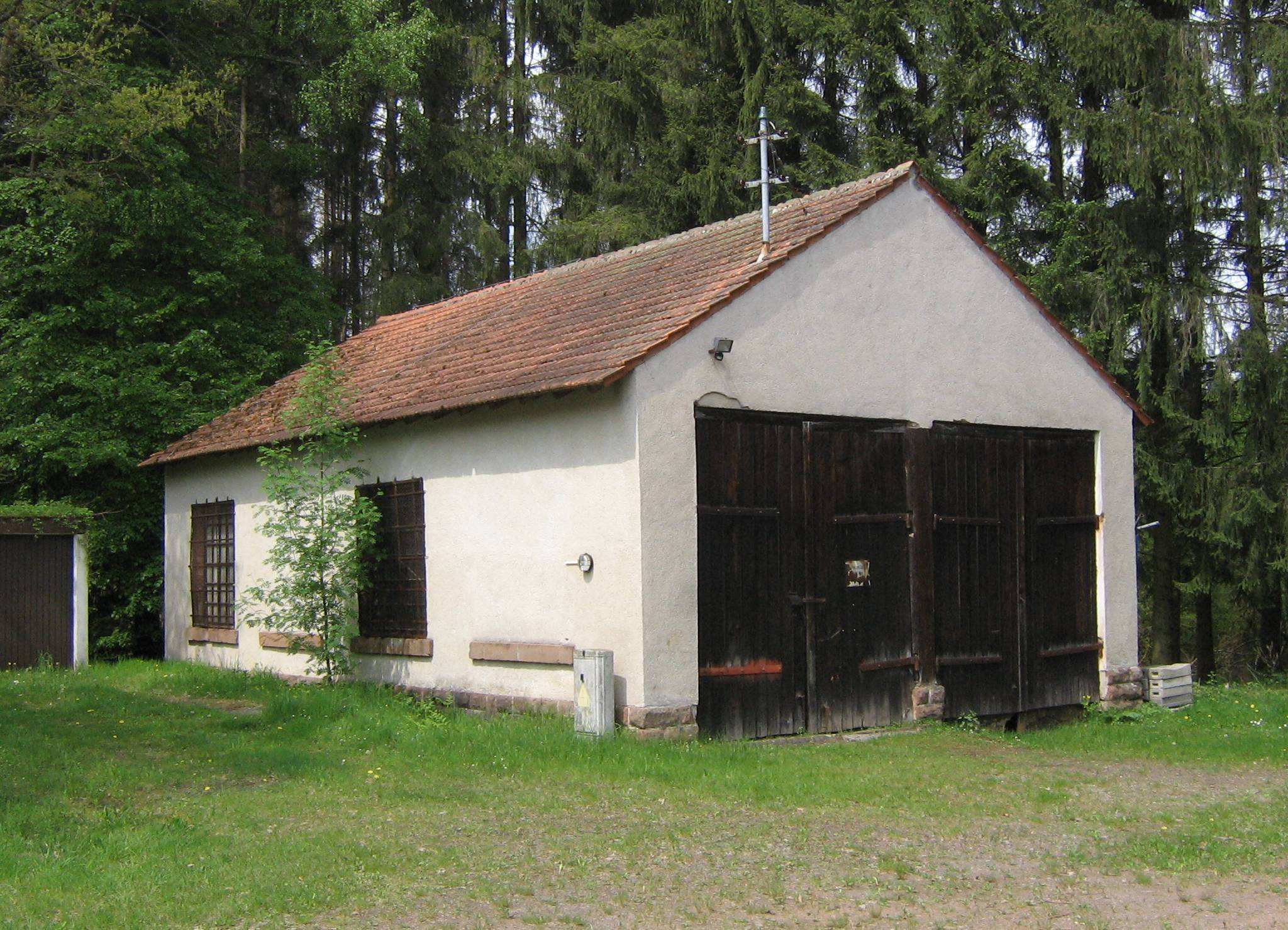
Ehemaliger Lokschuppen der Wasgauwaldbahn

Ab 1921 war Ludwigswinkel Endpunkt der schmalspurigen Wasgauwaldbahn, die am Bahnhof Bundenthal-Rumbach an der Wieslauterbahn begann und zunächst ausschließlich als Heeresfeldbahn für die französischen Truppen diente; ab 1924 wies sie zur Senkung des Betriebsdefizits ebenso Personenverkehr auf. Mit Saarbachhammer, Ludwigswinkel Ort und der Endstation Ludwigswinkel Lager existierten im Gemeindegebiet drei Betriebsstellen. Mit der Aufgabe des Truppenübungsplatzes 1930 wurde der Strecke die Existenzgrundlage entzogen, womit sie im selben Jahr stillgelegt wurde. Der frühere Lokschuppen am Streckenende blieb erhalten.
Nördlich des Siedlungsgebiets verläuft die Landesstraße 478; sie führt von der Landesgrenze zum Saarland bei Hornbach bis zur deutsch-französischen Grenze bei Sankt Germanshof. Die von ihr abzweigende Landesstraße 487 schafft eine Verbindung nach Hinterweidenthal. Die Kreisstraße 43 verbindet den Ort mit Petersbächel und Schönau; von ihr zweigt die Kreisstraße 47, die bereits kurze Zeit später am Ortseingang endet.

### Tourismus

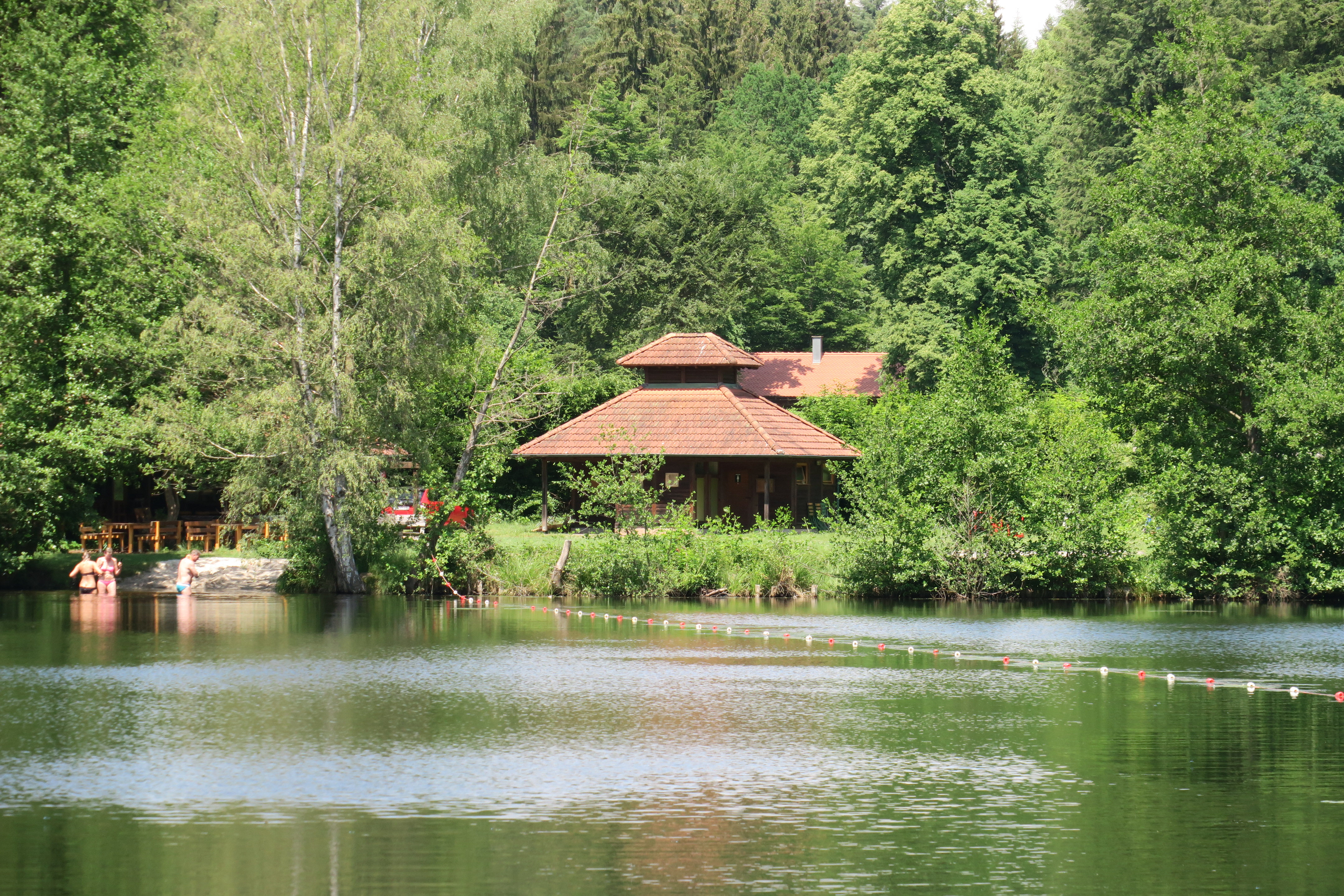
Schöntalweiher in Ludwigswinkel

Entlang des nördlichen Siedlungsrandes führt der Hornbach-Fleckenstein-Radweg von Bundenthal nach Hornbach. Durch den Ort verläuft ein Wanderweg, der  mit einem grünen Balken markiert ist. Durch den Norden der Gemarkung führen der mit einem rot-weißen Balken markierte Höcherbergweg, eine Verbindung mit Niederwürzbach und Böchingen herstellt und ein solcher, der die Markierung„grün-blauer Balken“ besitzt. Die Wasgau Seen Tour ist ein Rundweg, der durch Fischbach und Ludwigswinkel führt. Darüber hinaus führt der Felsenland Sagenwegs durch den Osten der Gemarkung. Zudem war die Gemeinde Station des Westpfalz-Wanderweges.
Im Freizeitpark Birkenfeld gibt es eine Minigolfanlage, Tennisplätze, Bolzplätze, einen 1,6 Kilometer langen Barfußpfad, einen Spielplatz und einen Kiosk. Neben dem Freizeitpark befindet sich außerdem ein 2,5 Kilometer langer Skulpturenweg mit 33 aus Holz geschnitzten Skulpturen. Zudem existiert vor Ort ein Jugendlager.
Westlich des Orts befindet sich das Natur-Freibad Schöntalweiher.

## Persönlichkeiten

### Ehrenbürger

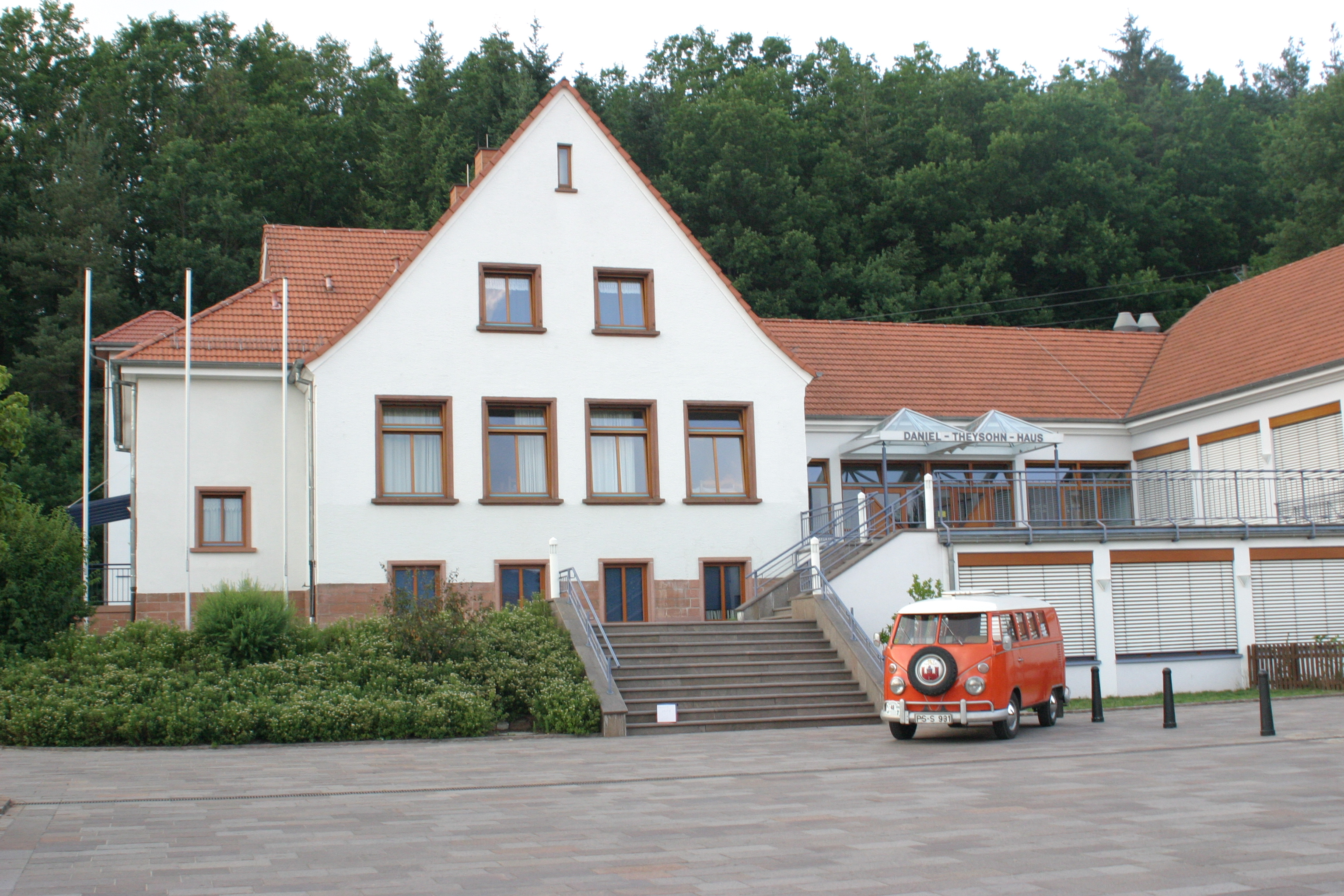
Daniel-Theysohn-Haus in Ludwigswinkel

- Daniel Theysohn (1904–1980), Unternehmer, ernannt 1980
- Ruth Theysohn (1913–1997), erste Pfälzische Weinkönigin, ernannt 1980

### Personen, die vor Ort gewirkt haben
- Karl Albrecht von Ritter (1836–1917), bayerischer Forstbeamter, Regierungsdirektor und Gründungsvorsitzender des Pfälzerwald-Vereines, war zeitweise vor Ort Revierförster.
- Sturm Kegel (1892–1979), Architekt, Stadtplaner und Baubeamter, arbeitete von 1923 bis 1926 beim Reichsneubauamt Ludwigswinkel.
- Gerhard Franz (1902–1975), Offizier, kämpfte im Zweiten Weltkrieg ab Ende 1944 vor Ort.